# Gaius Julius Caesar (quan tổng đốc tỉnh)

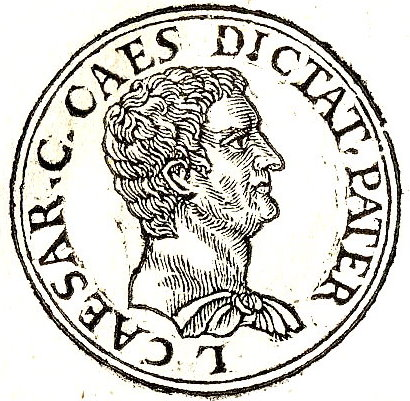
Gaius Julius Caesar từ "Promptuarii Iconum Insigniorum"

Gaius Julius Caesar (khoảng 140 TCN–85 TCN) là một nguyên lão La Mã, người ủng hộ và cũng là anh vợ của Gaius Marius, là cha của Julius Caesar, nhà độc tài La Mã.
Caesar đã cưới Aurelia Cotta, một thành viên của dòng họ Aurelii và Rutilii. Họ có hai con gái đều tên là Julia (dạng nữ của nomen Julius, theo quy chuẩn đặt tên của người La Mã cổ) và một con trai là Julius Caesar sinh năm 100 TCN. Ông là anh trai của quan chấp chính tối cao năm 91 TCN Sextus Julius Caesar và là con của Gaius Julius Caesar II.
Sự thăng tiến của Caesar trên thể hệ thăng tiến La Mã (cursus honorum) được nhiều người biết đến, tuy nhiên ngày tháng cụ thể của từng chức vụ của ông có thể gây tranh cãi. Theo hai câu khắc trên bia đá (elogia) tại Roma một thời gian sau khi ông mất, Caesar là một quan đại biểu ở thuộc địa Cercina, quan bảo dân quân sự, quan tài vụ, pháp quan, và quan tổng đốc tỉnh Asia. Ngày tháng cụ thể của từng chức vụ không rõ ràng. Thuộc địa nói trên có thể đã thuộc quyền kiểm soát của Marius năm 103 TCN. Broughton xác định thời gian giữ chức pháp quan là vào năm 92 TCN, và chức quan tài vụ vào đầu những năm 90 TCN. Brennan cho rằng chức pháp quan là vào đầu thập kỷ 90 TCN.
Caesar qua đời đột ngột năm 85 TCN ở Roma, khi đang mang giầy vào buổi sáng. Một Caesar khác, có thể là cha ông này, cũng qua đời theo cách tương tự tại Pisa. Cha ông đã chứng kiến ông học thành tài với một trong những nhà hùng biện bậc nhất thành Roma, Marcus Antonius Gnipho. Trong chúc thư, ông để lại cho Caesar phần lớn tài sản, nhưng sau khi đảng phái của Marius bị đánh bại trong nội chiến những năm 80 TCN, số di sản thừa kế này bị quan độc tài Sulla sung công.